# Варандей (порт)
Порт Варандей — морской порт посёлка Варандей, расположенный в Ненецком автономном округе на побережье Баренцева моря в районе Варандейской губы. Морской порт Варандей не имеет связи с железнодорожной сетью России. Ближайшая железнодорожная станция Усинск.
Распоряжение правительства РФ о морском порте Варандей подписано в апреле 2008 года.

## Деятельность
Грузооборот порта в 2015 году составил 1,2 млн. тонн, что выше уровня 2014 года на 20%.

## Администрация порта
Администрация морского порта — Федеральное государственное бюджетное учреждение «Администрация морских портов Западной Арктики».

## Оператор порта
Оператор морского порта — ООО «Варандейский терминал».

## Терминалы
Общее количество причалов — 2. Основной оператор морских терминалов — «Варандейский терминал».
Морской порт включает в себя 2 морских терминала:
- Нефтеналивной терминал — 1 причал (перевалка нефти, круглогодичный). Варандейский терминал находится во Внешней акватории порта[5].
- Грузовой терминал — 1 причал (переработка генеральных грузов, летняя навигация)